# Parafia św. Kazimierza w Swobnicy
Parafia pod wezwaniem Świętego Kazimierza w Swobnicy – parafia rzymskokatolicka należąca do dekanatu Banie, archidiecezji szczecińsko-kamieńskiej, metropolii szczecińsko-kamieńskiej. Erygowana dnia 1 czerwca 1951 r. Siedziba parafii mieści się we wsi Swobnica pod numerem 75. Prowadzą ją księża Salezjanie.

## Kościół parafialny
Kościół św. Kazimierza w Swobnicy

## Kościoły filialne i kaplice
- Kościół Najświętszej Maryi Panny Królowej Polski w Dłusku[1]
- Kościół Najświętszego Serca Pana Jezusa w Baniewicach[1]